# Gens Calavia
La Gens Calavia era una illustre famiglia romana d'origine campana.
Diversi membri della gens sono stati coinvolti in eventi delle guerre sannitiche e anche durante la seconda guerra punica. Il più famoso dei suoi membri è stato Pacuvio Calavio, magistrato di Capua durante la discesa di Annibale in Italia. Quando Calavio temeva che i Capuani avrebbero massacrato i propri senatori e consegnato la città ad Annibale, li rinchiuse in Senato fino a quando convinse i cittadini a riporre la loro fiducia nei loro capi. Tuttavia Annibale riuscì ad entrare a Capua in seguito alla Battaglia di Canne nel 216 a.C.
Dal nome di questa gens deriva quello del comune di Caivano.